# Pho Sai (huyện)
Pho Sai (tiếng Thái: โพธิ์ไทร) là một huyện (amphoe) ở đông bắc của tỉnh Ubon Ratchathani, đông bắc Thái Lan.

## Lịch sử
Một nhóm người từ Khemarat đã đến Ban Klang và Ban Nong Khun vào năm 1820. Họ đã đặt thị xã mới là Ban Pho Sai.
Tiểu huyện (king amphoe) đã được lập ngày  5 tháng 5 năm 1981, khi ba tambon Pho Sai, Muang Yai và Samrong được tách ra từ Khemarat. Đơn vị này đã được nâng cấp thành huyện ngày ngày 12 tháng 8 năm 1987.

## Địa lý
Các huyện giáp ranh (từ phía đông nam theo chiều kim đồng hồ) là: Si Mueang Mai, Trakan Phuet Phon, Kut Khaopun, Khemarat và Na Tan. Về phía đông bắc bên kia sông Mekong là tỉnh Salavan của Lào.

## Hành chính
Huyện này được chia thành 6 phó huyện (tambon), các đơn vị này lại được chia ra thành 68 làng (muban). Pho Sai là một thị trấn (thesaban tambon) nằm trên một phần của tambon Pho Sai. Có 6 Tổ chức hành chính tambon.
| STT. | Tên       | Tên Thái | Số làng | Dân số |  |
| ---- | --------- | -------- | ------- | ------ |  |
| 1.   | Pho Sai   | โพธิ์ไทร   | 16      | 11.027 |  |
| 2.   | Muang Yai | ม่วงใหญ่   | 15      | 5.905  |  |
| 3.   | Samrong   | สำโรง    | 10      | 6.946  |  |
| 4.   | Song Khon | สองคอน   | 9       | 6.109  |  |
| 5.   | Saraphi   | สารภี     | 9       | 6.902  |  |
| 6.   | Lao Ngam  | เหล่างาม  | 9       | 5.253  |  |